# Askr Svarte

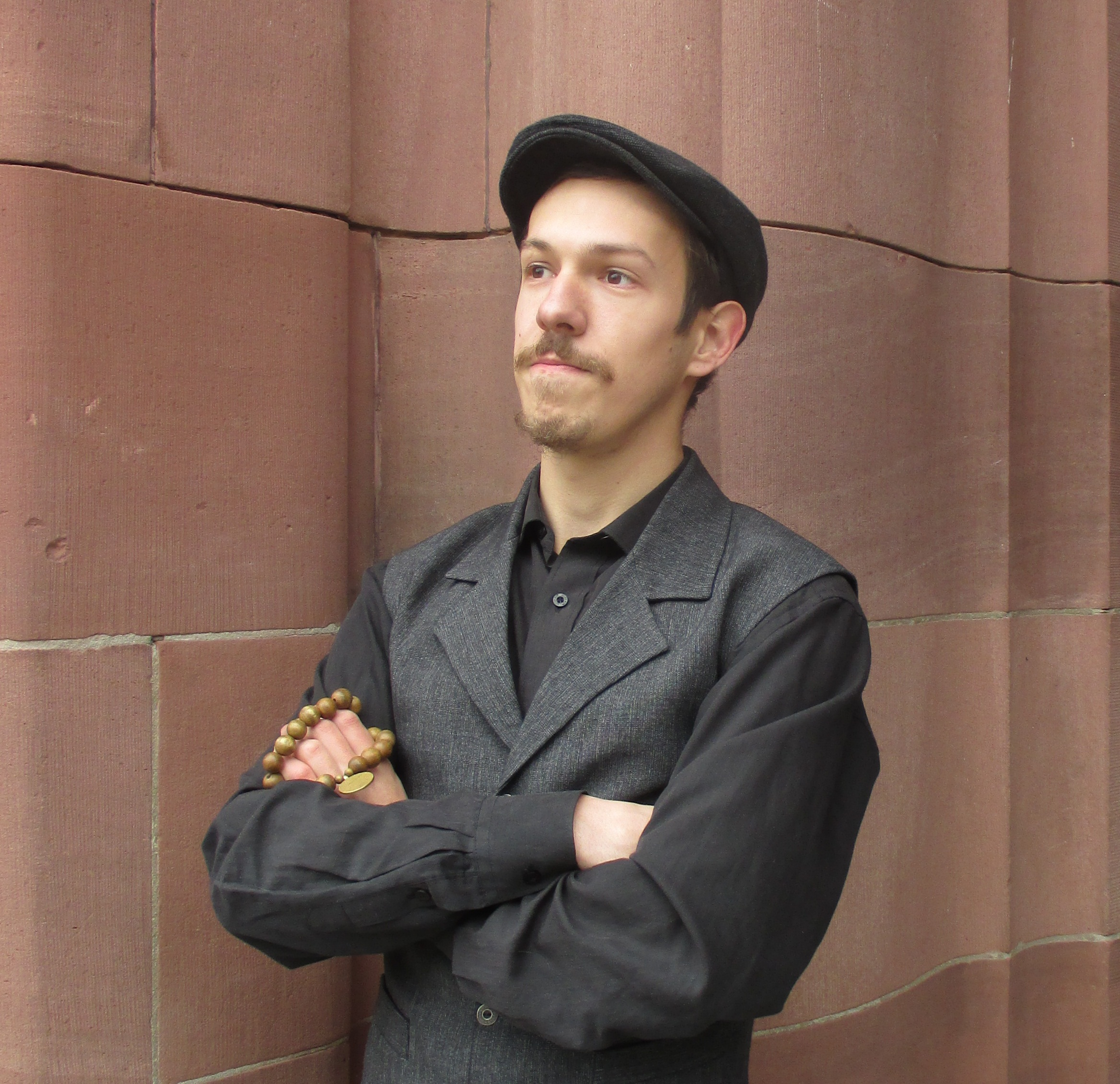
Eugen Netschkasow in Freiburg, 2015

Eugen Netschkasow (russisch Евгений Алексеевич Нечкасов Evgenij Alekseevic Neckasov; * 5. Oktober 1991) ist ein russischer Philosoph, Ideologe und Schriftsteller. Er schreibt unter dem Pseudonym des Autors Askr Svarte – altnorwegisch. Dunkle Asche.
Nechkasov ist Nachkomme der Kolonisten aus Deutschland, dem heutigen Bundesland Baden-Württemberg, die sich im Russischen Kaiserreich des 19. Jahrhunderts auf dem Gebiet Bessarabiens und in der Nähe von Odessa niedergelassen hatten. Sie wurden zu Beginn des Zweiten Weltkriegs unterdrückt und nach Sibirien deportiert.

## Ideen
Netschkasow ist vor allem als Autor und Verfechter der Weltanschauung des heidnischen Traditionalismus bekannt, einer tiefgreifenden Synthese der Ideen von René Guénon, Julius Evola, Alain de Benoist und Alexander Dugin mit der modernen heidnischen Weltanschauung und den Bewegungen.
Er besteht auf einer advaita-monistischen und ethnisch-religiösen Lesart der Philosophie des Traditionalismus im Gegensatz zu den „klassischen“ abrahamitischen Zweigen dieser Lehre. Aus seiner Sicht ist der Abrahamismus ein Meilenstein in der Geschichte des Kulturniedergangs im Westen und Osten. Laut Netschkasow folgt das intellektuelle und kulturelle Paradigma der Moderne, das der Traditionalismus als seinen Hauptfeind definiert, direkt aus der abrahamitischen Theologie und Ethik unter Berücksichtigung des Einflusses der platonischen Philosophie.
Auch gegenüber 'modernem Heidentum' vertritt Netschkasow eine kritische Position und wirft ihm vor, übermäßig schwach und anfällig für den Einfluss der postmodernen Kultur, des New Age und der sanften Theologie zu sein. Somit stehen seine Positionen dem Fundamentalismus nahe.
Die Frühzeit seines Schaffens war auch von einem Interesse an Mystik und Esoterik geprägt. Er versuchte, die indischen Lehren von Vamachara mit der skandinavischen und kontinentalgermanischen Mythologie zu verbinden und schlug die Lehre vom Pfad der linken Hand im Odinismus vor.
Die deutsche Philosophie beeinflusste die Entwicklung von Netschkasows Ideen in der zweiten Hälfte der 2010er Jahre. Seit 2017 hat er sich zu philosophischeren und kulturelleren Positionen hin bewegt.
In dieser Zeit drehten sich die Hauptthemen und Gedanken seiner Bücher und Texte um Identität in der Postmoderne, existenzielle Entfremdung, Weltentzauberung, Fortschrittskritik, das Problem der Industriegesellschaft und die technozentrische Entwicklung der Zivilisation (Gestell). In dieser Richtung folgt und entwickelt er die Ideen von Ernst Jünger, Martin Heidegger, dem finnischen radikalen Ökologen Pentti Linkola und einigen Thesen des amerikanischen radikalen Denkers Theodore Kaczynski weiter. Sie alle werden auch im Einklang mit den Hauptthesen des heidnischen Traditionalismus synthetisiert und betrachtet.
Nach Netschkasow verwirklicht sich die authentische und vollständige Existenz eines Menschen in den mythologischen und heiligen Zuständen des "In-der-Welt-Seins". Nechkasov besteht auf der grundlegenden Pluralität menschlicher Kulturen und Naturen und folgt damit der Schule des Perspektivismus in der Anthropologie. Er verneint den Universalismus eines einheitlichen Weges der zivilisatorischen Entwicklung und Globalisierung und stellt ihnen das Ideal eines einfachen Lebens in kleinen Religionsgemeinschaften gegenüber. Er kommt zu dem Schluss, dass der einzige Weg, dieses Ziel zu erreichen, darin besteht, die moderne westlich zentrierte Zivilisation, ihr historisches intellektuelles Erbe und ihre gesamte technologische Infrastruktur vollständig abzubauen. In diesem Fall kann Netschkasows politisches Ideal als religiös und philosophisch begründeter Elitismus und Neo-Luddismus beschrieben werden, verbunden mit der Billigung der Praxis der innerlichen Emigration, des Waldgangs von Ernst Junger.
Seit Anfang der 2020er Jahre begann Netschkasow auch, eine Kritik und Revision der philosophischen Grundlagen des Traditionalismus und der modernen heidnischen Theologie zu entwickeln, im Lichte der grundlegenden Kritik des metaphysischen Denkens von Martin Heidegger und seiner Lehre vom Anderen Anfang in der Philosophie. In dieser Richtung wird der Poesie, der Natur des Mythos, der Linguistik und Sprachphilosophie sowie der apophatischen Theologie große Aufmerksamkeit geschenkt, die dem mechanischen und digitalen Denken im Geiste der Vierten Industriellen Revolution gegenübersteht.

## Aktivismus
Netschkasow war der Gründer der lokalen heidnischen Gemeinde Svarte Aske, die von 2011 bis 2021 existierte.
Fur kurze Zeit war er auch einer der Gründer des regionalen Zweigs der Eurasischen Jugendunion von Alexander Dugin (2011 bis 2013). Er verließ die Bewegung aufgrund religiöser und philosophischer Differenzen.
Seit 2015 ist Netschkasow Herausgeber des jährlich erscheinenden traditionalistischen Almanachs Warha. Sieben Ausgaben erschienen auf Russisch und zwei auf Englisch. Im Jahr 2021 änderte der Almanach seinen Namen in Alfo?r (Allvater) zu Ehren eines der Namen der germanisch-skandinavischen Gottheit Odin.
Netschkasow nahm auch als Gast in der russischen heidnischen Zeitschrift Rodnoverie, in der Fachzeitschrift Colloquium Heptaplomeres, herausgegeben vom Religionswissenschaftler aus Nischni Nowgorod Roman Shizhensky, und im ukrainischen Almanach Tradition und Traditionalismus teil. Seit 2023 ist er Mitglied der Almanach-Redaktion Passages.
Auch im Jahr 2015 erscheint Netschkasow in einem mit Unterstützung des Kulturministeriums gedrehten Dokumentarfilm Der letzte Marsch des Barons, der der umstrittenen Figur in 1921 in Nowosibirsk hingerichtetes Roman von Ungern-Sternbergs gewidmet ist.
Im Jahr 2017 begann Netschkasow als Experte und Redner eine aktive öffentliche Arbeit zur Verteidigung des heidnischen Traditionalismus und des Rechts auf Gedanken- und Religionsfreiheit der Anhänger des modernen Heidentums. Netschkasow beteiligte sich mehrfach an Debatten des orthodoxen Fernsehsenders SPAS und an polemischen Artikeln, sowie liefert Kommentare für Fernsehen und Medien, Religionswissenschaftler und Forscher. Eine der Hauptaufgaben dieser Zeit bestand darin, das öffentliche Bild des modernen Heidentums und die Qualität der Forschungsarbeiten im akademischen Bereich zu verbessern.
Seit 2019 ist er Chefredakteur des Projekts Stiftung für traditionelle Religionen (russisch Фонд Традиционных Религий, FTR) – einer russischen Denkfabrik, die zur Forderung, Analyse und Untersuchung verschiedener Bewegungen und Arten des modernen Heidentums und ethnischer Religionen gegründet wurde, um ihre Rechte in Russland zu schützen und zu fordern. Das FTR-Team nutzte bei seiner Arbeit aktiv Methoden des Journalismus, der PR, der Rechtsberatung, der statistischen Analyse, der Soziologie und der Philosophie.
Unter der Schirmherrschaft der FTR wurde auch das Projekt Rotes Newsfeed ins Leben gerufen – eine systematische Überwachung der Diffamierung von Anhängern des modernen Heidentums in den Medien, öffentlichen Stellungnahmen und wissenschaftlichen Veröffentlichungen, Hassreden und Vandalismus an heiligen Stätten. Die meisten der registrierten Fälle betrafen Vertreter des Klerus der Russisch-Orthodoxen Kirche sowie deren angeschlossene Experten und Bürgerwehren. Fur den Zeitraum von 2019 bis 2021 erfasste das Projekt jährlich über 50 Vorfälle und Angriffe gegen Neuheiden in Russland und platzierte sie mit einer kurzen Beschreibung auf einer interaktiven Karte.
FTR und Rotes Newsfeed wurden im März 2022 geschlossen, da diese Aktivitäten nicht fortgeführt werden konnten.
Netschkasow engagiert sich auch aktiv im Schreiben und Veröffentlichen und fungiert öffentlich sowie online als Referent.
Im Jahr 2022 hat der russische Anti-Sekten Aktivist Alexander Dvorkin Eugen Netschkasow als „einen der bekanntesten neuheidnischen Ideologen“ in Russland bezeichnet.
Im Jahr 2023 wurde sein Buch Tradition and Future Shock: Visions of a Future that Isn’t Ours vom größten US-Buchhändler Barnes&Noble ohne Begründung aus dem Verkauf genommen.

## Veröffentlichungen

### Russischsprachige Bucher
- Polemos: Языческий традиционализм (2016)
  - Polemos: Языческий традиционализм. Заря язычества. Veligor Publishing House, Russia 2016, ISBN 978-5-88875-420-7.
  - Polemos: Языческий традиционализм. Перспектива язычества. Veligor Publishing House, Russia 2016, ISBN 978-5-88875-421-4.
- Чарующая бездна. Путь Левой руки в Одинизме. Veligor Publishing House, Russia 2017, ISBN 978-5-88875-480-1.
- Идентичность язычника в XXI веке. Veligor Publishing House, Russia 2020, ISBN 978-5-88875-758-1.
- Приближение и окружение. Очерки о германском Логосе, традиции и Ничто. ИД "ЯСК", ИД "ГНОЗИС", Russia 2020, ISBN 978-5-94244-073-2.
- Традиция и футурошок. Образы не нашего будущего. Svarte Publishing, Russia 2021.
- К Другому Мифу. Totenburg Publishing House, Moscow 2023, ISBN 978-5-9216-2468-9.
- Триптих Боли. Svarte Publishing, Russia 2024.

### Englischsprachige Bucher
- Gap. Lulu, 2015, ISBN 978-1329136137.
- Gap: A Left-Hand Path Approach to Odinism. Fall of Man Press, Spain 2017.
- Gap: At the Left Hand of Odin. Fall of Man Press, Spain 2019.
- Polemos. The Dawn of Pagan Traditionalism. PRAV Publishing, USA 2020, ISBN 978-1-952671-01-2.
- Gods in the Abyss: Essays on Heidegger, the Germanic Logos, and the Germanic Myth. Arktos, London 2020, ISBN 978-1-912975-87-7.
- Polemos II. Pagan Perspectives. PRAV Publishing, USA 2021, ISBN 978-1952671203.
- Tradition and Future Shock: Visions of a Future that Isn’t Ours. PRAV Publishing USA, 2023, ISBN 978-1952671814.
- What the Gods have Left: The Askr Svarte Notebooks. PRAV Publishing, USA 2024, ISBN 978-1-952671-69-2.
- Towards Another Myth: A Tale of Heidegger and Traditionalism. PRAV Publishing USA, 2024, ISBN 978-1952671821.